# Coralliophila meyendorffii
Coralliophila meyendorffii is een slakkensoort uit de familie van de Muricidae. De wetenschappelijke naam van de soort is voor het eerst geldig gepubliceerd in 1845 door Calcara.